# Фролкин, Андрей Александрович
Андрей Александрович Фролкин (род. 17 мая 1980) — российский хоккеист, нападающий.

## Биография
Воспитанник ЦСКА. Начинал играть в ЦСКА-2 в первой лиге, проведя в сезоне 1996/97 одну игру, в следующем сезоне — три игры. Сезон 1998/99 провёл в команде Суперлиги «Химик» Воскресенск. Вернувшись в ЦСКА, продолжал выступать в основном за вторую команду. В Суперлиге за ЦСКА дебютировал 15 января 1999 года в домашнем матче против «Амура» (0:1 ОТ). По ходу следующего сезона перешёл в «тихоновский» ХК ЦСКА; сыграл за команду один матч и шесть — за дубль. Сезон 2001/02 начал в ЦСКА-2. Провёл шесть матчей в «Капитане» Ступино и перешёл в тольяттинскую «Ладу», играл до конца сезона в «Ладе-2». В следующем сезоне провёл в «Ладе» 39 матчей. В сезоне 2003/04 сыграл в одном матче — за «Ладу-2». В дальнейшем выступал за «Витязь» Чехов, «Южный Урал» Орск, «Брест» Беларусь, «Дмитров» (все — 2004/05), «Амур» (2005/06 — 2006/07), «Нефтяник» Лениногорск, «Казахмыс» и «Казахмыс-2» (оба — Сатпаев, Казахстан, все — 2006/07), «Молот-Прикамье» (2006/07 — 2008/09), «Бейбарыс» Атырау и «Иртыш» Павлодар (оба — Казахстан, 2009/10).